# Joanna Niełacna
Joanna Niełacna-Balcerzak (ur. 16 października 1973 w Poznaniu) – polska lekkoatletka – sprinterka. Żona reprezentacyjnego sprintera Piotra Balcerzaka.

## Kariera
Zawodniczka Olimpii Poznań. Olimpijka z Sydney (2000) w sztafecie 4 x 100 m, 2-krotna mistrzyni kraju: w sztafecie 4 x 100 metrów (2000) i w biegu na 200 m (2001). Rekordy życiowe: bieg na 100 m - 11,55 (1999) i 200 m - 23,57 (1999). Startując w składzie reprezentacyjnej sztafety zajęła 7. miejsce (43,51) w mistrzostwach świata w Sewilli (1999).